# Gažon
Gažon este o localitate din comuna Koper, Slovenia, cu o populație de 467 de locuitori.